# Rosa slobodjanii
Rosa slobodjanii là loài thực vật có hoa trong họ Hoa hồng. Loài này được Dubovik miêu tả khoa học đầu tiên.